# Rhynchospora enmanuelis
Rhynchospora enmanuelis là loài thực vật có hoa trong họ Cói. Loài này được Luceño & Rocha mô tả khoa học đầu tiên năm 2002.